# Ferromangan

Entwicklung in der globalen Produktion von Ferromangan, nach den Verfahren.

Ferromangan ist eine Vorlegierung aus Eisen, Mangan und Kohlenstoff.

## Geschichte
A. Pourcel schreibt in Génie Civil, 1885 Bd. 7 die Entdeckung des technischen Ferromangans O. E. Prieger zu, der 1866 in Bonn im Graphittiegel Pyrolusit, Holzkohle und Spiegeleisen zusammenschmolz. Pourcel führte dieselbe Methode dann 1868 in Terrenoire durch und 1887 gab Hadfield die Herstellung von Ferromangan in Tiegeln auch in England bekannt. Jedoch schon 1863 hatte Henderson bei der Phoenix Foundry in Glasgow im SM-Ofen aus einer Mischung von Mangancarbonaten, Eisenoxiden und Holzkohlen- bzw. Kokspulver ein Spiegeleisen mit 17 bis 36 % Mangan erschmolzen. Pourcel ging wenig später von reichen natürlichen Manganoxiden aus und gewann im SM-Ofen seit 1869 ein Ferromangan mit 70 bis 80 % Mangan. Ein entscheidender Schritt vorwärts zur großtechnischen Herstellung von Ferromangan gelang Pourcel 1875 in Terrenoire (Frankreich) und Gautier in Pyle (Südwales), die fast zur gleichen Zeit Ferromangan erstmals im Hochofen darstellten. Pourcel gelang es in einem Hochofen Ferromanganlegierungen mit 60, 70 und 80 % Mangan herzustellen. Die Gewinnung von Hochofen-Ferromangan in Deutschland wurde 1877 bei der Phoenix aufgenommen, 1889 folgte dann die Gutehoffnungshütte.

## Herstellung

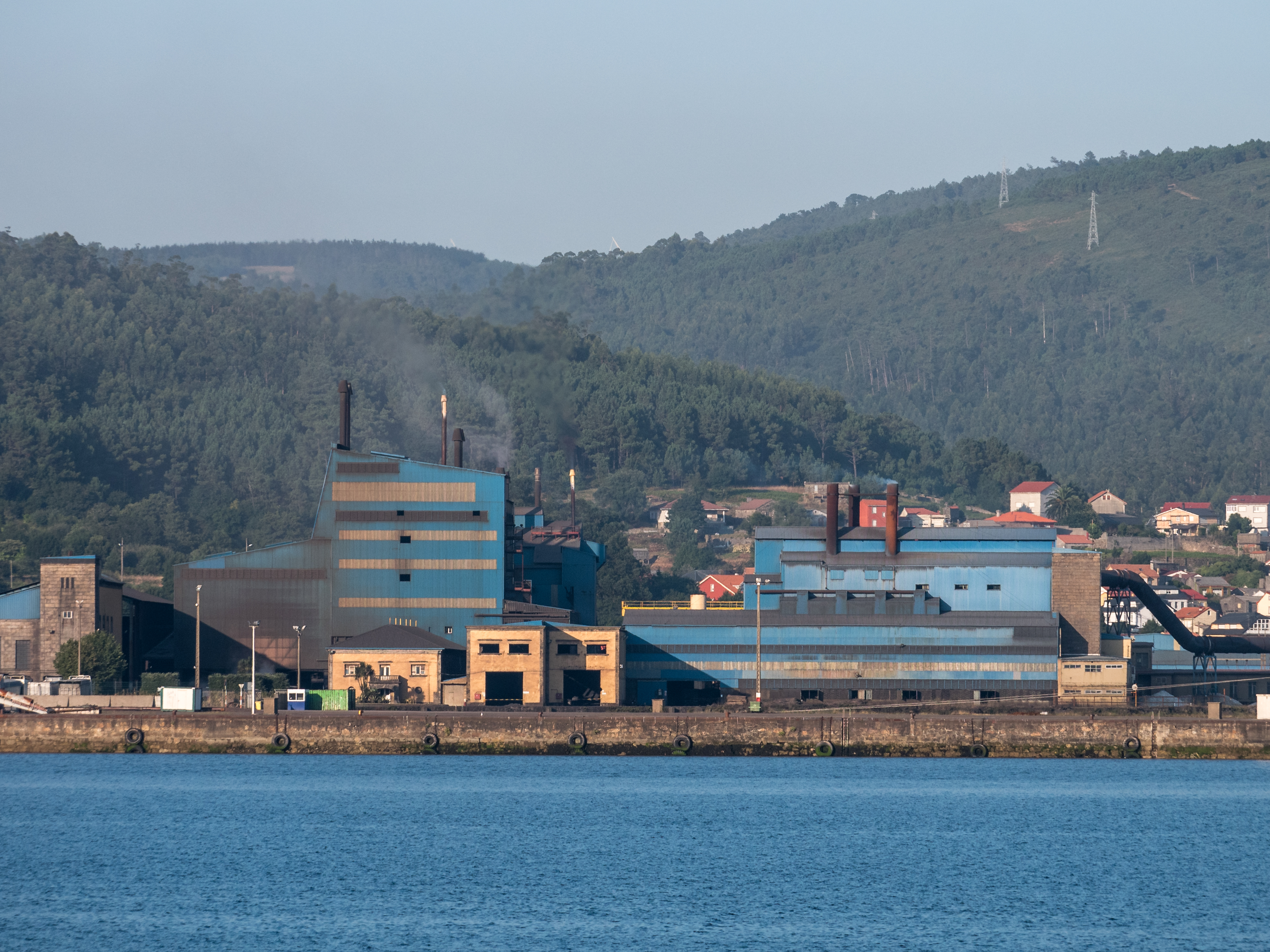
Ferromanganhütte in Brens (Cee), Spanien

Die Herstellung erfolgt durch Verhüttung von Eisen- und Manganerzen, zum größeren Teil in einem Schmelz-Reduktionsofen (auch Elektro-Niederschachtofen genannt, engl. Submerged Arc Furnace (SAF)) und zu einem kleineren Teil im Hochofen.
Zur Erzeugung hochwertigen Ferromangans sollte das Erz einen möglichst hohen Mangangehalt bei geringen Eisen- und minimalen Phosphorgehalten aufweisen, da beim Verhütten im Hochofen das Eisen fast vollständig, der Phosphor weitgehend, das Mangan jedoch höchstens zu 80 % reduziert werden.

## Eigenschaften
Der Mangangehalt von Ferromangan liegt zwischen 30 und 80 %, der Kohlenstoffgehalt meist zwischen 6 und 8 %. Das handelsübliche Ferromangan weist etwa 75 bis 82 % Mangan und etwa 7 % Kohlenstoff auf. Sein Schmelzpunkt liegt bei etwa 1250 °C, das spezifische Gewicht beträgt 7,1 g/cm3. Es wird weiterhin unterschieden zwischen Ferromangan-carbure (75–80 % Mn, 6–8 % C), Ferromangan-affine (75–90 % Mn, 0,5–2 % C), Ferromangan-suraffine (80–95 % Mn, 0–0,5 % C) und Ferromangan-Silicium (58–78 % Mn, 0–2 % C, 15–35 % Si).
Eisen-Mangan-Legierungen mit geringerem Mangangehalt sind:
- Spiegeleisen (Mn 6–30 %, C 4–5 %)
- Stahleisen (Mn 2–6 %, C 3–4 %)

## Verwendung
Ferromangan wird hauptsächlich als Legierungszusatz zur Herstellung anderer Eisenlegierungen und manganhaltiger Stähle, als Desoxidationsmittel und zur Rückkohlung von Eisenschmelzen verwendet.